# Harrington Emerson
Harrington Emerson (2 de agosto de 1853 - 2 de septiembre de 1931) fue una de las figuras más importantes y relevantes que revolucionaron la Ingeniería Industrial. Es conocido por sus contribuciones a la administración científica, donde desarrolló un enfoque que contrasta la eficiencia.

## Biografía
Sus padres fueron Edwin y Mary Louisa Emerson.
Emerson se casó dos veces: en la década de 1870 com Florencr Brooks y en 1895 con Mary Crawford Supple. Su hijo Raffe nació en 1880. Emerson y Mary Supple tuvieron tres hijas: Louise, Isabel y Margarita. Desde sus inicios, Emerson tuvo influencias políticas importantes ya que gran parte de su familia dedicaba sus actividades ello. Su abuelo materno, Samuel D. Ingham, es un claro ejemplo de ello ya que desempeñó cargos importantes con el Gobierno estadounidense, llegando a ser Secretario del Tesoro. De esta forma, Samuel logró ser fundador y propietario del Hazleton Coal and Railroad Company, asegurando así la fortuna para la familia Emerson.
Desde muy pequeño Harrignton estuvo a la disposición de tutores y escuelas privadas en Inglaterra, Francia y Grecia. Fue también estudiante de Ingeniería en el Royal Bavarian Polytechnique. Al finalizar sus estudios, regresó a los Estados Unidos y se convirtió en un profesor de lenguajes modernos en la Universidad de Nebraska. Sin embargo, fue despedido en 1882 debido a confrontaciones de índole religiosas. Emerson dejó de lado sus intereses académicos para empezar una carrera como banquero, especulador de propiedades, agente de impuestos, agente fiscal y solucionador de problemas para el Union Pacific y los ferrocarriles de Burlington y Misuri. 
Emerson estableció su propia compañía de préstamos privados en 1883, y en colaboración con su hermano Samuel formó una compañía que invirtió en la construcción de pueblos futuros en el oeste de Nebraska. Emerson invirtió $70.000 en proyectos para el Lincoln Land Company, pero a causa de la sequía y malas cosechas de los cultivos, no pudo afrontar sus pagos hipotecarios y perdió toda su fortuna. En el año 1896 Emerson fue encargado de la campaña política para las elecciones presidenciales, en la campaña del candidato William Jennings Bryan, y fue el representante del sindicato de inversión inglés.
Para el desarrollo de las industrias americanas, Emerson se dedicó a buscar fondos mediante una investigación en la manufactura, y al negocio de la minería. Gracias al tiempo de investigación dedicado, Emerson tuvo el conocimiento industrial necesario para crear una fundación de consultoría en eficiencia industrial, lo que le llevó de nuevo ser la mano derecha de la campaña del presidente William Jennings Bryan. Después de esto Emerson empezó a trabajar en la ingeniería mecánica para aplicarlo en la energía eléctrica y diésel para la navegación marítima. Después, en 1897, trabajó para General Electric Storage Battery Company en Nueva York para ser el encargado de la línea de investigación. A pedido de la empresa, Emerson se mudó a Seattle, Washington y experimentó con los buques de potencia de navegación eléctrica. Atraídos por el “Gold Rush” en Alaska en 1897, Emerson y varios asociados llevaron a cabo una variedad de proyectos especulativos. Uno de los proyectos más ambiciosos de Emerson, fue la propuesta de la construcción de un cable-telegráfico transpacífico desde Seattle hasta Filipinas, a través de Alaska. El proyecto fracasó por complicaciones financieras y jurídicas, por ello decidió tomar el trabajo de consultoría en eficiencia industrial para poder cubrir la deuda.[cita requerida]
Después de su éxito como director general de una pequeña fábrica de vidrio en Pensilvania, en 1900, Emerson decidió tomar la ingeniería de la eficiencia como profesión. A través de reuniones de la Sociedad Americana de Ingenieros Mecánicos, se convirtió en socio de Frederick W. Taylor, el fundador de la administración científica. Durante la última década de su vida fue asesor para los gobiernos de múltiples países, como  México, China, Japón, Perú, Polonia y la Unión Soviética.

## Los doce principios de la eficiencia del Método Emerson
Su libro, The Twelve Principles of Efficiency (1911), presentaba las bases para obtener operaciones eficientes, y sus 12 principios que de alguna forma fueron paralelos a las enseñanzas de Frederick Winslow Taylor, eran los siguientes:
1. Ideales definidos claramente.
2. Sentido común.
3. Asesoría competente.
4. Disciplina.
5. Trato justo.
6. Registros confiables, inmediatos y adecuados.
7. Distribución de las órdenes de trabajo.
8. Estándares y programas.
9. Condiciones .
10. Operaciones estándar.
11. Instrucción de la práctica estándar por escrito.
12. Recompensa a la eficiencia.